# Vert-le-Grand
Vert-le-Grand je obec v jižní části metropolitní oblasti Paříže ve Francii v departmentu Essonne a regionu Île-de-France. Od centra Paříže je vzdálena 31 km.

## Geografie
Sousední obce: Bondoufle, Lisses, Écharcon, Vert-le-Petit, Leudeville a Le Plessis-Pâté.

## Památky
- kostel sv. Germana

## Vývoj počtu obyvatel
Počet obyvatel

## Partnerská města
- Idanha-a-Nova
- Wingham